# Patlicha
Patlicha är en ort i Mexiko.   Den ligger i kommunen Copanatoyac och delstaten Guerrero, i den sydöstra delen av landet, 220 km söder om huvudstaden Mexico City. Patlicha ligger 1 423 meter över havet och antalet invånare är 1 235.
Terrängen runt Patlicha är huvudsakligen kuperad, men söderut är den bergig. Patlicha ligger nere i en dal. Runt Patlicha är det ganska glesbefolkat, med 32 invånare per kvadratkilometer. Närmaste större samhälle är Tlapa de Comonfort, 19,4 km nordost om Patlicha. I omgivningarna runt Patlicha växer huvudsakligen savannskog.